# 1,3-benzodioxol
1,3-benzodioxolul (1,2-metilendioxibenzenul) este un compus organic cu formula chimică C6H4O2CH2. Este un compus lichid incolor, fiind alcătuit structural dintr-un nucleu benzenic de care se leagă o grupă metilendioxi. Deși compusul în sine nu este utilizat, mulți derivați ai săi sunt utilizați pe post de pesticide sau medicamente. Safrolul și izosafrolul sunt derivați utilizați ca ingrediente de parfum.

## Obținere
1,3-benzodioxolul poate fi sintetizat din sarea sodică a pirocatechinei, prin reacția acesteia cu un derivat halogenat disubstituit al metanului (de exemplu, diclorometan):
{\displaystyle \mathrm {C_{6}H_{4}(OH)_{2}+2\ NaOH\longrightarrow 2\ C_{6}H_{4}(ONa)_{2}+2\ H_{2}O} }
{\displaystyle \mathrm {C_{6}H_{4}(ONa)_{2}+CH_{2}Cl_{2}\longrightarrow 2\ C_{6}H_{4}O_{2}CH_{2}+2\ NaCl} }
Mai poate fi obținut în urma unei reacții de decarbonilare a piperonalului.